# Ramlewo
Ramlewo [ramˈlɛvɔ] (tiếng Đức: Ramelow)  là một ngôi làng thuộc khu hành chính của Gmina Gościno, thuộc hạt Kołobrzeg, West Pomeranian Voivodeship, ở phía tây bắc Ba Lan. Nó nằm khoảng 24 kilômét (15 mi) về phía đông nam của Kołobrzeg và 98 km (61 mi) về phía đông bắc của thủ đô khu vực Szczecin.